# Schlotheimia perichaetialis
Schlotheimia perichaetialis là một loài rêu trong họ Orthotrichaceae. Loài này được (Hook. & Grev.) Schwägr. mô tả khoa học đầu tiên năm 1826.